# مركز توثيق الانتهاكات في سوريا
مركز توثيق الانتهاكات في سوريا ويُعرف اختصارًا بـ VDC هو عبارة عن شبكة من المعارضة السورية والناشطين الذين يهدفُونَ إلى توثيق انتهاكات حقوق الإنسان التي ارتكبت منذ بداية الحرب الأهلية السورية بما في ذلك الضحايا منَ المعتقلين والمفقودين. تعملُ المنظمة مع نشطاء من لجان التنسيق المحلية في سوريا وتشتغلُ من أجل جمعِ الوثائق حولَ ضحايا العنف في حقّ الثوار والمدنيين. الغرض من إنشاء المنظمة هو توثيق انتهاكات حقوق الإنسان في سوريا بشكل مستقل وذلك لمساعدة العدالة مُستقبلًا عندَ محاكمة بشار ووكلائه. بشكل عام؛ يعملُ المركز على جمع الكثير من الوثائق بما في ذلك السجلات الطبية، المعلومات الوارِدة من أسر الضحايا أو حتّى من إمام المسجد الذي يتولّى عملية الدفن.
تأسّسَ مركز توثيق الانتهاكات في سوريا من قبل المحامية السورية رزان زيتونة والناشط في مجال حقوق الإنسان مازن درويش وذلكَ في حزيران/يونيو 2011. كان في الأصل جزءًا من المركز السوري للإعلام وحرية التعبير ولكنّه أصبحَ مستقلا بعد مداهمة السلطات السورية للمركز السوري للإعلام وحلّه. إذن فمركز توثيق الانتهاكات في سوريا هي منظمة غير ربحية وغير حكومية، تتخدُ من مدينة دوما في سوريا مقرًا لها لكنّها مسجلة في سويسرا. لدى المركز فريق من حوالي 30-35 من المحققين الذين يُشكّلون شبكة أرضية تغطي كل محافظات سوريا كما يتوفرُ المركز على أكثر من 30 محققًا دوليًا وفريق خاص بتدريب الصحفيين. زادت شهرة المركز بعدما تمّ اعتماد تقاريره من قِبل مجلس الأمن التابع للأمم المتحدة.

## الهجمات
بحلول 9 كانون الأول/ديسمبر 2013؛ قامَ مُسلّحين ملثمين بمداهمة مقر المركز في دوما ثم اختطفوا 4 من أعضاء المركز، وهم رزان زيتونة، سميرة الخليل، ناظم حمادي ووائل حمادة. أثارت هذه القضيّة جدلا وضجّة كبيرة وعُرفت في وسائل الإعلام باسمِ «رباعي دوما». لم يُعرف لحد الساعة المسؤول عن هذا الاختطاف لكنّ كل الأنظار صُوبت تجاه جيش الإسلام باعتباره المشتبه الأول فيه عن الهجوم. تعرض المركز لهجمتين متتاليتين في 22 تموز/يوليو 2016 وفي 13 آب/أغسطس من عام 2017؛ في هذه المرّة تبينَ أن عناصرًا من جيش الإسلام هم المسؤولون عن هذا.

## المنهجية
يُطبّقُ مركز توثيق الانتهاكات في سوريا المعايير الدولية من أجل توثيق انتهاكات حقوق الإنسان. له ثلاث مراحل منهجية يعتمدُ عليها في توثيق البيانات:
1. جمع المعلومات الأولية عن واحد أو أكثر من الضحايا وذلك من خلال بيانات المستشفيات والمشارح وأقارب الضحايا ومصادر إعلامية أخرى
2. التأكد من صحّة ما وردَ في التقرير الأولي
3. جمع بيانات إضافية عن الضحايا إضافة إلى استكمال السجل.

وفقا لأطباء جامعتي ييل وهارفارد وحسبَ ما جاء في مجلة ذا لانسيت فإنّ المركز يتميّزُ «بامتثاله للمعايير الدولية لحقوق الإنسان خلال توثيقه وتسجيله لما يحصلُ من انتهاكات في سوريا. لكن وبالرغم من ذلك فهو يُعاني من بعض الصعوبات وذلك بسبب شدّة الحرب جنبًا إلى جنب مع القيود المفروضة على البيانات خاصّة في توثيق سبب وفاة بعض المُقاتلين مثل نوع السلاح الذي قُتل به والنطاق الجغرافي وما إلى ذلك ... المركز غير قادرٍ على تحرير تقاريرَ حولَ الانتهاكات التي تحصلُ في المناطق التي تخضعُ لسيطرة الحكومة.»

## التمويل
لا يقبلُ مركز توثيق الانتهاكات في سوريا التمويل إلا من مصادر مستقلة غير منحاز أو كيانات محايدة.